# Pz.Sfl. IVc.
Vào năm 1942, các nhà kĩ sư quân sự Đức phát triển một loại tăng có thể tận dụng bộ khung gầm của nhiều loại tăng khác nhau và có thể lắp được các loại pháo tầm xa hạng nặng.Bản thiết kế của dòng Grille gồm nhiều chi tiết kĩ thuật trùng khớp với các loại tăng khác(có thể sử dụng được khung) và có thể lắp được một khẩu súng tầm xa hạng nặng. Mặc dù được thiết kế từ tận năm 1942 nhưng đến tận giữa năm 1945, Grille mới chính thức được sản xuất.

## Phát triển
Ban đầu, Grille 10 được thiết kế để trở thành một loại tăng hạng nặng được trang bị một khẩu pháo Flak 88 L/56 nhằm mục đích bắn phá Maginot Line. Vào tháng 6/1940, OKH quyết định thay đổi thông số kĩ thuật và đã cho tập đoàn Krupp phát triển Grille thành một loại tăng tự hành. Nó sau đó được lắp khung Pz Sf IV. Nguyên mẫu của Grille 10 chỉ được trang bị pháo 8.8 cm K(PzSfl) nhưng nó cũng được phát triển thêm phiên bản lắp ráp pháo 88mm Pak 43, tuy nhiên cả hai phiên bản này đều chỉ để thử nghiệm. Ba nguyên mẫu Grille 10 đầu tiên (Versuchsflakwagen fur 8.8 cm Flak 37) được sản xuất vào năm 1942, và đến đầu năm 1944 Grille 10 được trang bị lại vũ khí, lần này nó được thay thế bằng khẩu pháo Versuchsflakwagen fur 8.8 cm Flak 41. Mẫu cải tiến này sau đó được gửi đến Ý thử nghiệm và phục vụ cho sư đoàn thiết giáp số 26. Các phiên bản Grille 17/21/30/42 sau này đều dựa trên khung tăng Tiger và được trang bị 2 khẩu pháo 17 cm K72, 21 cm MRS 18/1, 30,5 cm GRW (Sf).
Vào năm 1942, Krupp nhận được chỉ định thiết kế Waffentrager - loại pháo chống tăng sử dụng khung gầm của Tiger II, và ngoài ra còn được trang bị thêm một pháo 170mm K 72 L/50 - phiên bản này còn có tên gọi là Grille 17. Theo như bản thiết kế của Krupp thì phiên bản này có trọng lượng từ 53-58 tấn. Phiên bản phát triển Grille 17 có tên là Grille 30 - sử dụng một khẩu pháo Skoda 305mm GrW L/16. Dự án chế tạo Grille 42 cũng được đưa vào sản xuất. Vào năm 1943/1944, khi Krupp đã bắt đầu sản xuất hàng loạt các nguyên mẫu dòng Grille và vừa hoàn thành thì chiến tranh kết thúc.
Grille 17/21/30/42 đều có vũ khí khá linh hoạt - đặc điểm chung của chúng là đều có thể được tháo ra và đặt được xuống đất. Mỗi phiên bản đều được trang bị 2 súng máy 7.92mm. Một tăng Grille thông thường có kíp lái gồm 8 người(lái tăng, chỉ huy, pháo thủ, liên lạc viên và 4 nạp đạn viên). Chúng được trang bị động cơ Maybach HL230P30 (một số phiên bản sử dụng động cơ HL230P45) giúp Grille có thể đạt vận tốc tối đa vào khoảng 45 km/h, và có khả năng mang theo được 1000l nhiên liệu. Grille có chiều dài 13m, rộng 3.27m và cao 3.15m. Chúng cũng được bọc giáp mặt 30mm và sườn 16mm. Mẫu số 17 có trọng lượng khoảng 5.8 tấn nhưng chỉ mang được có 15 viên đạn. Mẫu số 21 nặng 5.27 tấn, tuy nhiên cũng chỉ mang được 10 viên. Phiên bản cuối cùng của dòng Grille được trang bị pháo 170mm bị người Anh bắt giữ được vào tháng 5/1945 tại Haustenbeck gần Paderborn.

## Những mẫu Grille
Tổng cộng có khoảng 10 mẫu được đưa vào sản xuất:
- Grille 10-được trang bị một khẩu 88mm Flak 37 L/56, sử dụng khung tăng Panzer IV
- Grille 12-được trang bị một khẩu 88mm Flak 37/41, sử dụng khung tăng Panther
- Grille 15-được trang bị một khẩu 100mm K, sử dụng khung tăng Panther
- Grille 17-được trang bị một khẩu 170mm K 72 L/50, sử dụng khung tăng Tiger II
- Grille 21-được trang bị một khẩu 210mm Mortar 18/1 L/31, sử dụng khung tăng Tiger II
- Grille 30-được trang bị một khẩu 305mm Mortar (GrW) L/16, sử dụng khung tăng Tiger II
- Grille 42-được trang bị một khẩu 420mm Mortar (GrW), sử dụng khung tăng Tiger II